# Crematogaster gambiensis
Crematogaster gambiensis är en myrart som beskrevs av Andre 1889. Crematogaster gambiensis ingår i släktet Crematogaster och familjen myror.

## Underarter
Arten delas in i följande underarter:
- C. g. gambiensis
- C. g. krantziana
- C. g. sejuncta
- C. g. transversiruga